# ميرغني الزين
ميرغني الزين، لاعب كرة قدم قطري من أصل سوداني، من مواليد 18 أغسطس 1978.
لعب سابقاً مع أندية الغرافة والوكرة و السيلية ومثل منتخب قطر .

## روابط خارجية
- ميرغني الزين على موقع قاعدة بيانات كرة القدم.إي يو (الإنجليزية)
- ميرغني الزين على موقع ناشيونال فوتبول تيمز (الإنجليزية)
- ميرغني الزين على موقع Soccerway.com (الإنجليزية)